# Oscar Vilhelm Johansson
Oscar Vilhelm Johansson, född 5 juli 1878, död 4 mars 1956, var en finländsk meteorolog.
Johansson blev filosofie licentiat 1909, var assistent vid Meteorologiska centralanstalten i Helsingsfors 1905-18, avdelningschef 1918-23 och blev 1921 extraordinarie professor i meteorologi vid universitetet i Helsingfors. Johansson utförde undersökningar över anticykloner, speciellt den vertikala luftströmmen i dessa med deras adiabatsiak uppvärmning - fri föhn. Han företog även kritiska granskningar av möjliga klimatförändringar från slutet av 1700-talet till vår till och visade ett mångsidigt intresse inom meteorologin.